# Ялангачево
Яланга́чево (рос. Ялангачево, башк. Яланғас) — присілок у складі Балтачевського району Башкортостану, Росія. Адміністративний центр Ялангачевської сільської ради.
Населення — 211 осіб (2010; 245 у 2002).
Національний склад:
- башкири — 82 %